# KIA EV6
El KIA EV6 es un crossover tipo SUV eléctrico de batería producido por fabricante surcoreano KIA Motors.
Tiene un motor por eje.

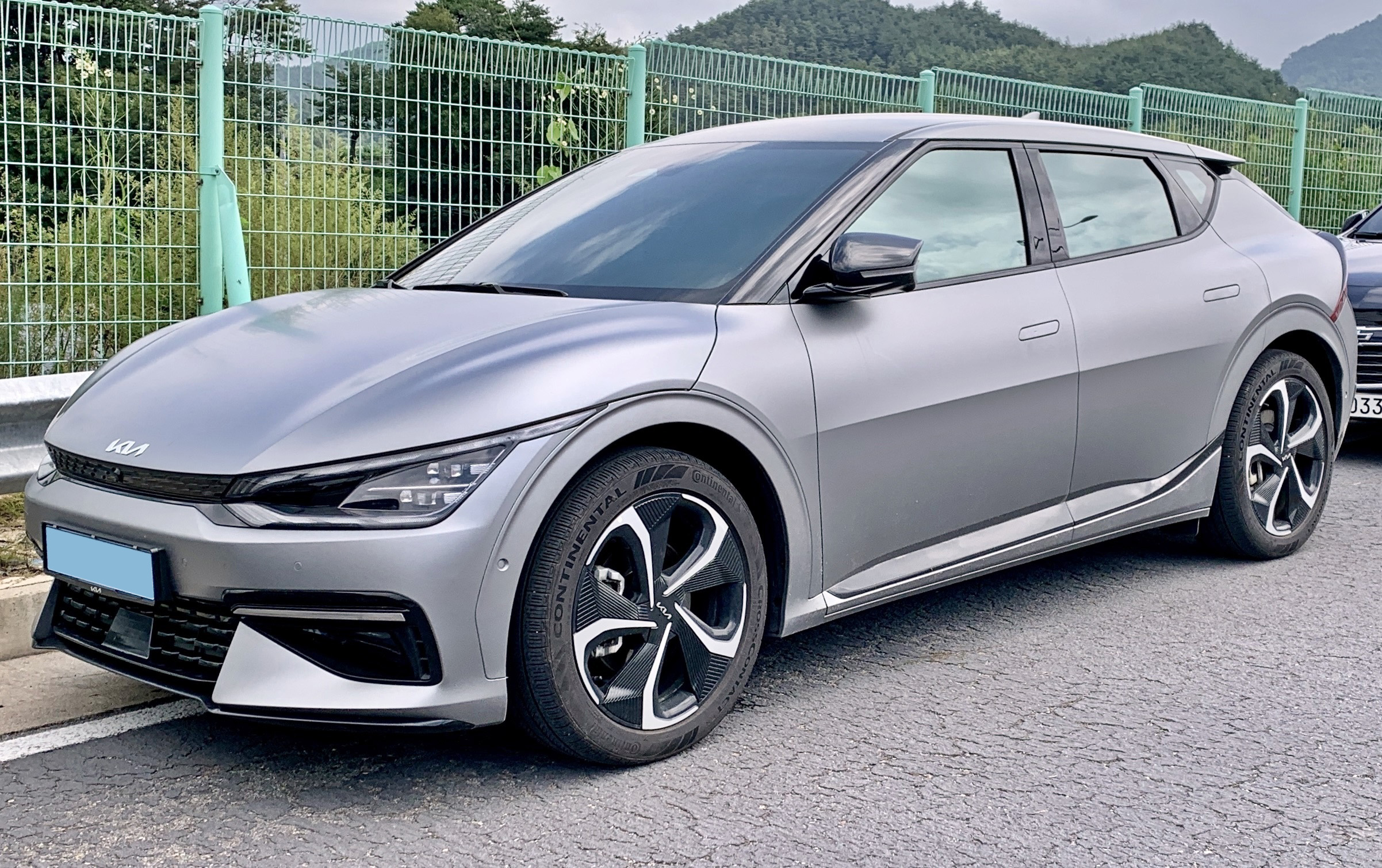
GT-Line en agosto de 2022
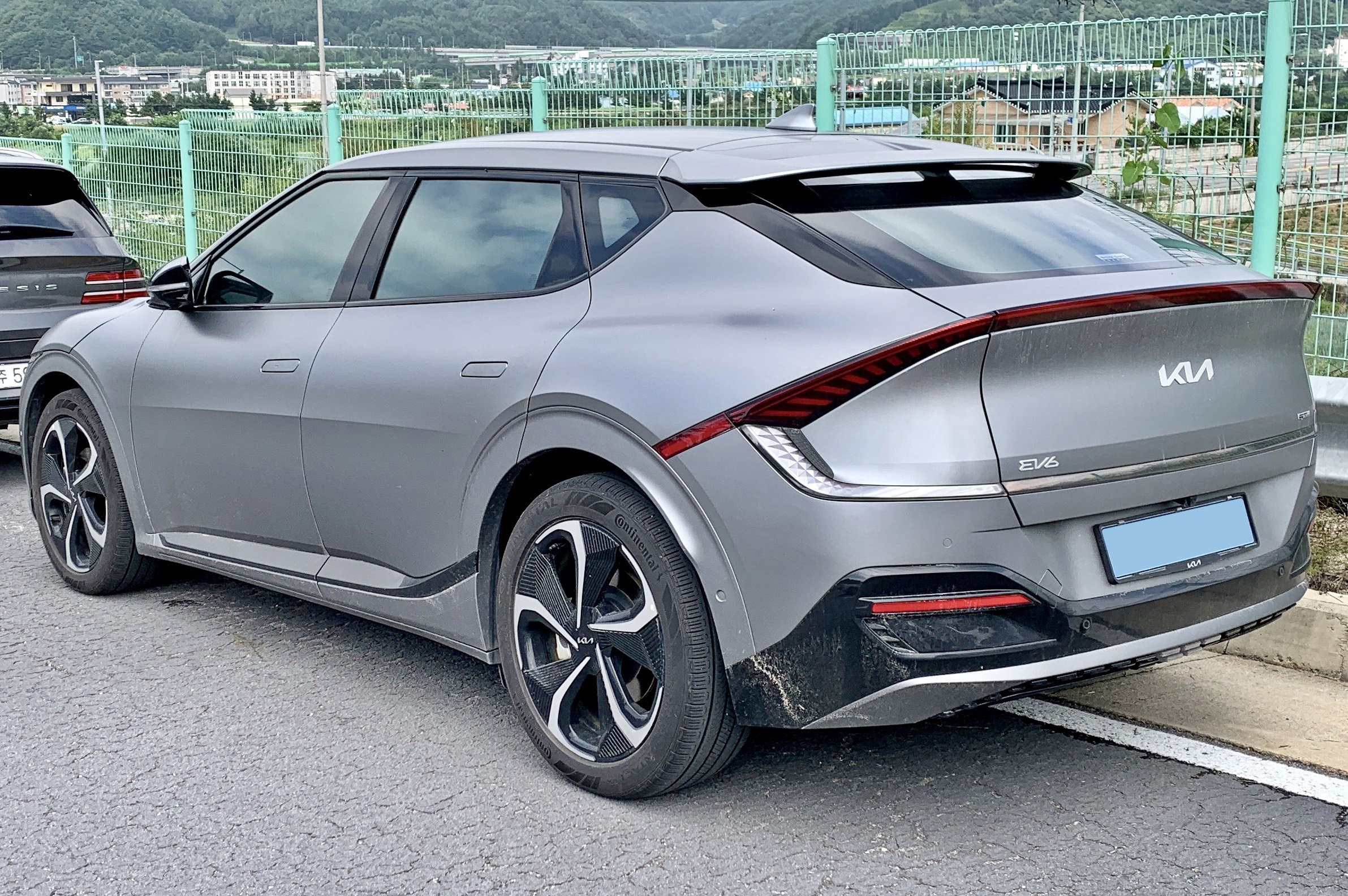
Vista lateral-trasera
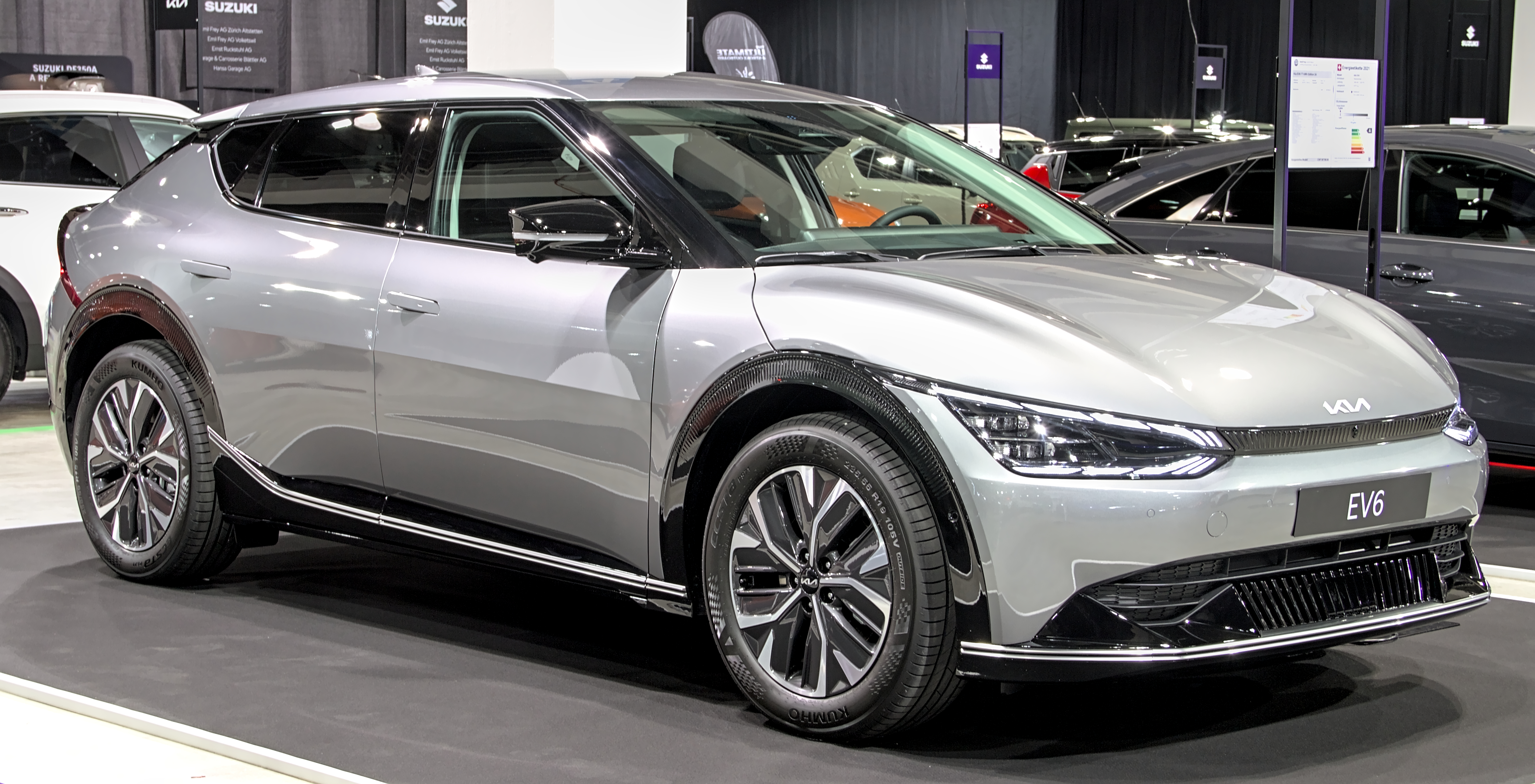
En el Salón del automóvil de Zúrich de 2021
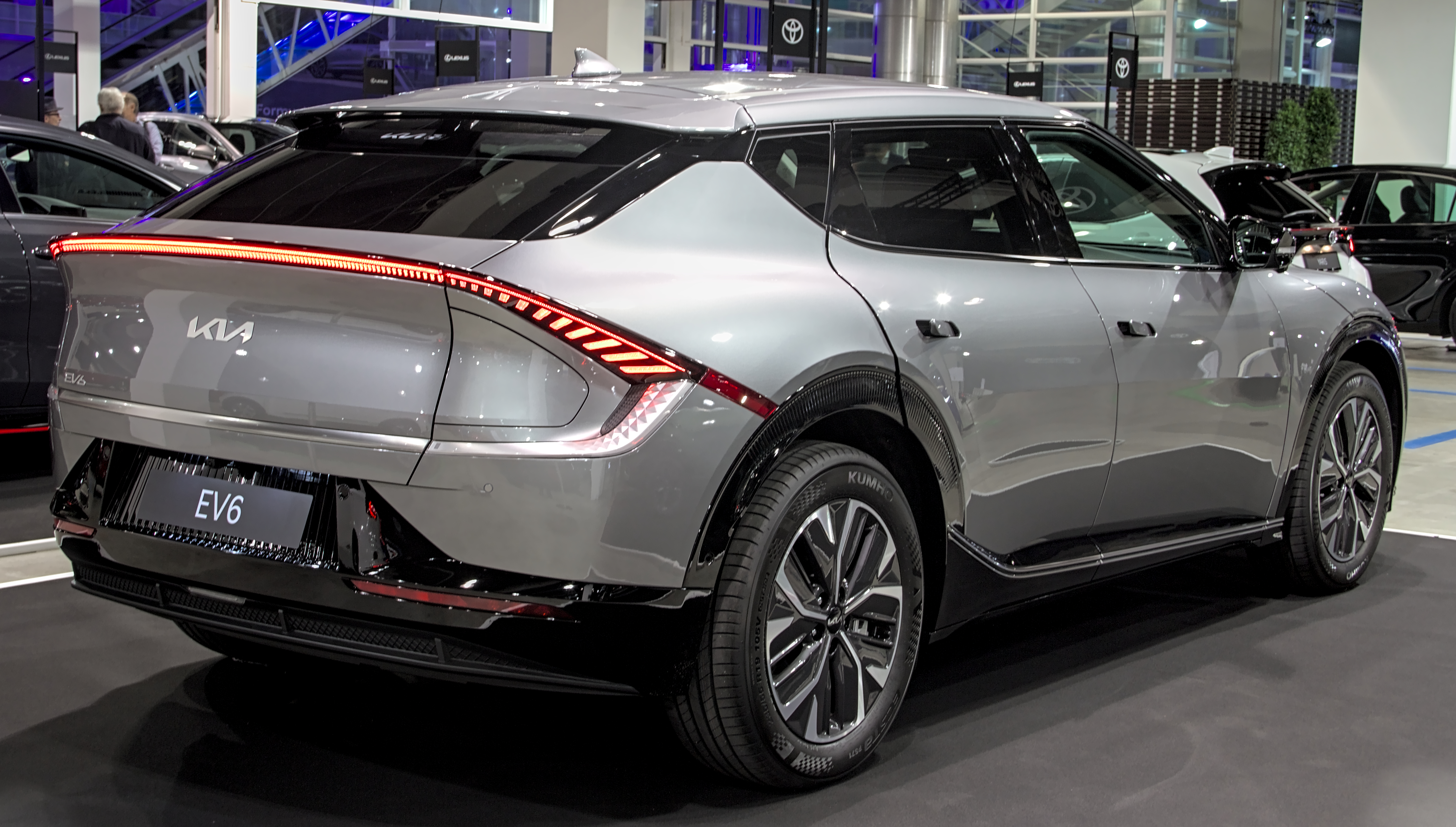
Vista lateral-trasera
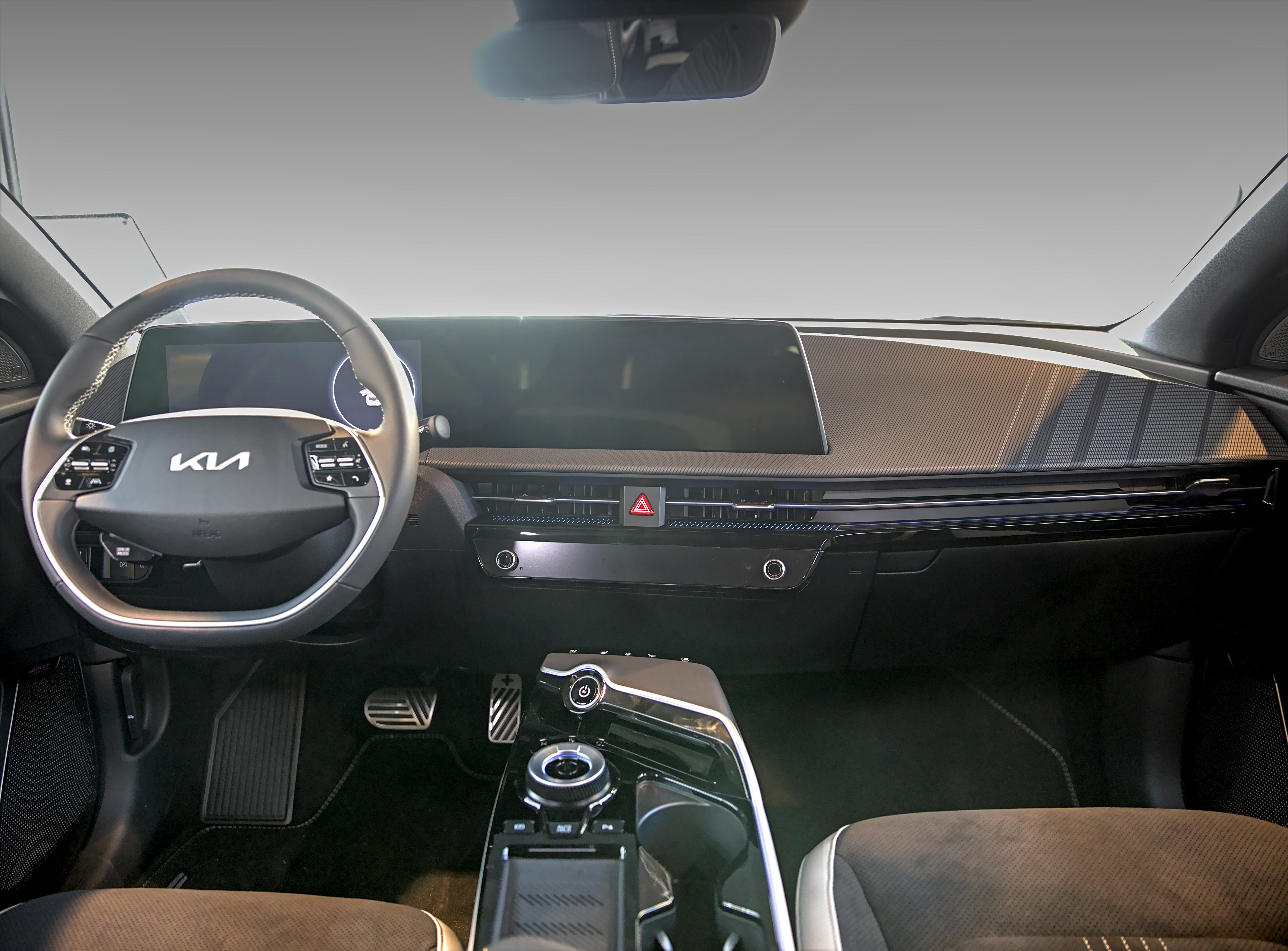
Interior en el Salón del Automóvil de Fráncfort de 2021